# Майсионвара
Майсионвара — заброшенная авиабаза в России, расположенная в 22 км к северу от Суоярви, Карелия.

## Сведения
Была построена в советское время. В сборнике разведывательных целей, охваченных американской миссией 9050, проведённой 15-18 декабря 1962 года, авиабаза Майсионвара (англ. Maysionvara airfield) упоминается на странице 10 документа. Координаты: 62°17′ с. ш. 32°25′ в. д.. Расположение: 2.5 морских мили к юго-юго-западу от Майсионвары, взлётно-посадочная полоса размером 8428 на 388 футов, ориентированная по направлению северо-запад/юго-восток. Из-за снежного покрова поверхность и пригодность полосы не определены. Уже тогда на территории авиабазы не располагалось самолетов.
Вероятно, Майсионвара была построена и использовалась как военная авиабаза только в эпоху ранней холодной войны, и была закрыта к 1960-м или 1970-м годам. По данным Google Earth на территории бывшей авиабазы не осталось практически ничего, что свидетельствовало бы о ее прежнем предназначении.